# Willer Ditta
Willer Emilio Ditta Pérez (ur. 23 stycznia 1997 w La Jagua de Ibirico) – kolumbijski piłkarz występujący na pozycji środkowego obrońcy, reprezentant Kolumbii, od 2023 roku zawodnik meksykańskiego Cruz Azul.